# Myotis yumanensis
Myotis yumanensis — вид роду Нічниця (Myotis).

## Поширення, поведінка
Країни проживання: Канада (Британська Колумбія), Мексика, США. Цей вид зустрічається в різних середовищах існування, починаючи від ялівцевих та прибережних лісів до пустельних районів поблизу відкритої води. харчуються в основному над водою. Спочивають в печерах, на горищах, будівлях, шахтах, під мостам, й у інших подібних структурах. Це комахоїдний вид.